# Matriz dispersa

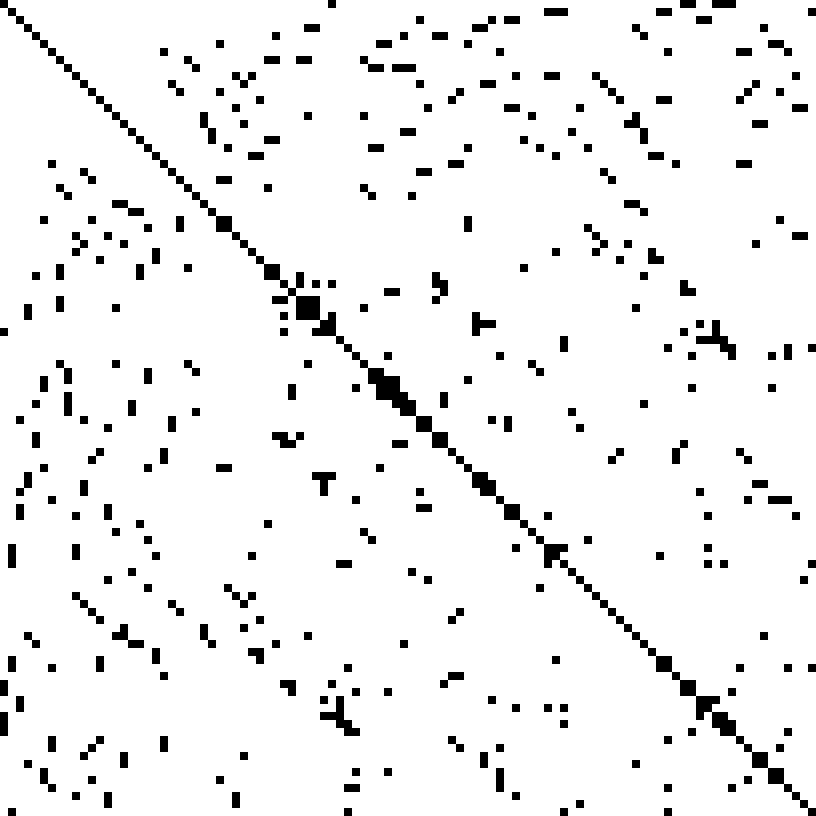
Ilustración del método de elementos finitos, la matriz dispersa del problema discretizado.

En álgebra lineal numérica una matriz dispersa o matriz rala o matriz hueca es una matriz de gran tamaño en la que la mayor parte de sus elementos son cero.
Con matrices de gran tamaño los métodos tradicionales para almacenar la matriz en la memoria de una computadora o para la resolución de sistemas de ecuaciones lineales necesitan una gran cantidad de memoria y de tiempo de proceso. Se han diseñado algoritmos específicos para estos fines cuando las matrices son dispersas.